# The Second Clue
The Second Clue è un cortometraggio muto del 1914 diretto da Tom Ricketts.

## Trama
Trama in (EN)  di Moving Picture World  su IMDb

## Produzione
Il film fu prodotto dalla American Film Manufacturing Company (come Flying A).

## Distribuzione
Distribuito dalla Mutual Film, il film - un cortometraggio di una bobina - uscì nelle sale cinematografiche USA il 10 aprile 1914.